# 木葉楓
木葉 楓（このは かえで）は、日本の女性声優。おもにアダルトゲームに声をあてている。
清楚な役柄を演じることが多い一方で、フェラチオ演技でも知られる。芸名は、秋のとある日に思いつき、気に入って使った。

## 出演
太字はメインキャラクター。

### アダルトゲーム
1998年
- ヴァンパイア東京へ行く（佐原香奈恵）
- 魔法少女B子〜リニューアル〜（山田美穂）

1999年
- 隷嬢キャスター真璃子（史村由美）
- POW〜捕虜〜（イセリナ）
- 淫獄の学園〜美聖徒調教〜（井原麻雪）
- リトルMyメイド（鞠）
  - リトルMyメイド〜パンドラBOX〜（鞠）

2000年
- 奴隷市場（ビアンカ）
- カオスBaby義美〜高瀬春奈編〜（高瀬春奈）
- ま・ま・ゴ・ト（森沢理菜）[1]
- レンズの向こう側…（水科優子）
- サクセス!（結城さやか）
- Snow Drop（雫花）
- 贖罪の教室 The seven stories of sin（平松七瀬）

2001年
- Storia〜逢魔の森の姫君達〜（ケリス）
- 妖幻天女（オフェリーナ）
- 温泉DE卓球（小山内美夜）
- 奴隷市場 Renaissance（ビアンカ）
- W/B〜ホワイトローズ/ブラックリリー〜（リリテス・カトレア・トリエステ）[2]
- 淫鬼の巣（後宮舞子）
- 誘惑（大森朋香）
- ぱらパラ2（システムの音声）
- Coda－棘－（水無川綾）
- 贖罪の教室 BADEND（平松七瀬、水上莉保）
- らぶらぶ☆ストレンジDays（トモミ＝メロンナク）[3]

2002年
- けがれた英雄 〜邪淫聖女狩〜（リリカ＝キアーナ）
- Immoral Sister 玲緒（華小路あやめ、宗家鈴姫）
- 猟奇の檻 第4章（幸田沙穂）
- だぶるまいんど（真下悠）
- 背徳（松戸綾乃）
- プラチナウインド（シリル）
- 誕生日〜通い妻（自称）日記〜（乃美山可憐）
- 天井裏から愛をこめて（秋山恭香）
- Cage 〜囚われの記憶〜（茅野ヒナコ）
- 僕のあたらしい先生（堂島紗奈）
- とらかぷっ!（静波、蕨紀子）
- 女教師二十三歳（本城留美子、風戸絵里、本城章子）
- Flugel〜約束の青空の下へ〜（ミュシャ＝ヒリーベンツ）
- めい・ぷる（彩蕗まゆら）
- 誘惑 第2章 爪痕（琴原蛍）
- 蝉時雨（門野秋乃）
- 羞中恥療室（橘美夏）
- DoNoR（稲葉久美）
- 背徳者の小夜曲（水原綾）
- 人形の館〜淫夢に抱かれたメイドたち〜（湯浅七海）
- 先生だーいすき（西園寺智世）
- 魔法戦士スイートナイツ〜ヒロイン凌辱指令〜（七瀬凛々子 / スイートリップ）[4]

2003年
- 最終痴漢電車2（鳴瀬由奈）
- 性徴日記〜お兄ちゃんと呼ばせたい!〜（吉崎雨音）
- 凌辱コスチュームプレイ（朝倉ひかり）
- イシカとホノリ（ホノリ）
- ママさんバレー〜乳ゆれまんせー〜（江戸川じゅん）
- 十六夜の花嫁（指木淑音）
- ちょこれーとDays（阿久沢七海）
- セイレムの魔女たち（メグ）
- 懲罰予備校 全凌制（成田明日奈）
- 生贄の教室（神村七瀬）
- 崩壊序曲 -OWN RESPECT-（槙村深雪）
- BM0 残酷な夜に彼女の叫びは誰にも聞こえない。（御幸 / レディバグ）
- 魔法戦士プリンセスティア（七瀬 凛々子 /  スイートリップ）[5]
- 漆黒の華（マリア＝ローズベリー）
- 夏音-Overture-（朝霞静流）
- 姉、ちゃんとしようよっ!（柊雛乃、秋山衣瑠香）
- 復讐の女神 †Nemesis†（下澤沙耶香）
- 3LDK♥（雪村のえる、珠江、ベス ティエラー）
- めぐり、ひとひら。（春野千草）
- 傷モノの少女 傷モノの学園・外伝（有明綾乃）

2004年
- じゃみんぐ☆らんぶる（水野みどり、水瀬はるか）
- です☆めた（領家音央）
- フェ○りんぴっく！〜江口家の咥内事情〜（江口かのこ、江戸川じゅん）
- 凌辱荘（千倉響子）
- えろっ娘・ぐろぅあっぷ（宮下くるみ）
- カミ☆たま 神様のたまご（鈴音、妙音静香）
- ハーレムDAYS（井上真琴）
- 魔法戦士スイートナイツ2 -メッツァー叛乱-（七瀬凛々子 / スイートリップ）
- innocence pain〜満ちる闇 欠ける月〜（三枝美羽）
- DEEPBLUEファンディスク〜11人の胸キュンLOVE〜（雪村のえる）
- 魔女っこde'Go♪Go♪〜ポールとミラ☆クル大作戦〜（エリエル先生、鈴木 エリ、御幸）
- 何処へ行くの、あの日（青井智加子）
- 黒よりも昏い青（高嶺深月）
- カラフルハート 〜12コのきゅるるん♪〜（劉桃月）
- お願いお星さま（紫藤ゆかり、エステス）
- 姉、ちゃんとしようよっ!2（柊雛乃、秋山衣瑠香）
- 宵待姫 〜大正淫猥吸血姫譚〜（和泉結衣）
- 仮想=現実（二条香葉）
- 黒愛 〜一夜妻館・淫口乱乳録〜（十川葉月）

2005年
- ONE☆BOKU（小峯美鶴）
- ゆのはな（桂沢穂波）
- 夏音-Ring-（朝霞静流）
- 侍ジュピター（シリウス風）
- 薺ヶ好（和泉結衣）

2006年
- IZUMO2 -学園狂想曲-（白鳥明日香）
- 遥かに仰ぎ、麗しの（三橋香奈）
- みにきす 〜つよきすファンディスク〜（柊雛乃、秋山衣瑠香）

2007年
- 魔法戦士シンフォニックナイツ -女神を継ぐ乙女たち-（七瀬凛々子 / スイートリップ）

### 一般向ゲーム
- とらかぷっ! だーっしゅ!!（2003年、静波、蕨紀子）
- 3LDK♥〜幸せになろうよ〜（2004年、雪村のえる）
- 何処へ行くの、あの日 光る明日へ…（2005年、青井智加子）
- IZUMO2 猛き剣の閃記（2006年、白鳥明日香）
  - IZUMO2 -学園狂想曲- ダブルタクト（2008年、白鳥明日香）

### アダルトアニメ
2002年
- 最終痴漢電車（亜弓）
- 学園〜恥辱の図式〜（神那瑞希）
- 奴隷市場 SLAVE I〜Bianca〜（ビアンカ）
- 奴隷市場 SLAVE III〜Myia〜（ビアンカ）
- THE UROTSUKI（ナオミ）
- LOVE MACHINE〜前編〜（ラブマシン16号）
- 新世紀くりいむレモン〜亜美 RENCONTRER〜（工藤さとみ）

2003年
- 人形の館〜淫夢に抱かれたメイドたち〜（湯浅七海）
- 恥辱診察室（長塚萌香）
- 誘惑（琴原蛍）[6]
- 女教師二十三歳（本城留美子、学生C）

2004年
- 魔法戦士スイートナイツ〜ヒロイン凌辱指令〜 I・II（七瀬凛々子/スイートリップ）

2005年
- 黒愛 〜一夜妻館・淫口乱乳録〜（十川葉月）
- 初恋（初島杏）
- 放課後 〜濡れた制服〜（立花千秋）
- 姉、ちゃんとしようよっ!（柊雛乃）

2009年
- 奴隷市場 完全版（ビアンカ）

2010年
- 雪夜一夜物語シリーズ（お静）

### ドラマCD
- ゆのはな ドラマCD vol.1・2（2005年、桂沢穂波[7][8]）
- 3LDK♥ サウンドトラック&ドラマCD（雪村のえる）
- お願いお星さま ドラマCD vol.1（紫堂ゆかり、蕨紀子）
- DEEPBLUEご愛顧ありがとうセット'03夏（雪村のえる）
- 黒澤りな〜ごしゅじんさまといっしょ〜（黒澤りな）

## キャラクターソング
| 発売日  | 商品名                    | 歌     | 楽曲                                         | タイアップ |
| 2011年  | 2011年                    | 2011年 | 2011年                                       | 2011年     |
| ------- | ------------------------- | ------ | -------------------------------------------- | ---------- |
| 6月29日 | doll〜歌姫〜 Complete Box | 木葉楓 | 「ailes〜君に必要なもの〜」 「リバーシブル」 |            |

発売日不明
- そっとキスして（メグVer.）、『セイレムの魔女たち』関連曲
- 大好きダーリン、歌：木葉楓、北都南、AKIRA、藤代奈央